# Did You Know That There's a Tunnel Under Ocean Blvd (album)
Did You Know That There's a Tunnel Under Ocean Blvd is het negende studioalbum van de Amerikaanse singer-songwriter Lana Del Rey. Het werd op 24 maart 2023 uitgebracht door Interscope Records en Polydor.

## Achtergrond
In het najaar van 2022 werd er ingebroken in Del Rey's auto, wat resulteerde in het lekken van onafgemaakte liedjes. Daarnaast ging bij de diefstal het manuscript van het boek waar Del Rey destijds aan werkte verloren. Ze vroeg haar fans om niet naar de gelekte muziek te luisteren.
Oorspronkelijk stond de release van Did You Know That There's a Tunnel Under Ocean Blvd gepland voor 10 maart 2023, maar om onbekende redenen werd deze met twee weken verplaatst.
Het album verscheen naast digitaal ook op cd, vinyl en cassette. De cd verscheen in drie edities, de elpee in zes edities (waarvan 1 als picturedisc) en de cassette in vier edities. De fotografie voor alle omslagen werd verzorgd door de Amerikaanse fotograaf Neil Krug. Eerder fotografeerde hij Del Rey voor haar albums Ultraviolence (2014), Lust for Life (2017), Chemtrails Over The Country Club (2021) en Blue Banisters (2021).
De tracklist van Did You Know That There's a Tunnel Under Ocean Blvd werd op 13 januari 2023 onthuld.
Op het album is familie een belangrijk thema, waarbij Del Rey verdriet en eenzaamheid in het verhaal over haar familiegeschiedenis verwerkt. Ze stelt vragen over de dood, herinnering en nalatenschap. In verschillende nummers zingt ze onder meer over haar ouders, broer, zus, grootvader en de baby van haar zus.

## Singles
Voorafgaand verschenen de singles 'Did You Know That There's a Tunnel Under Ocean Blvd', 'A&W' en 'The Grants', respectievelijk op 7 december 2022, 14 februari 2023 en 14 maart 2023. Pitchfork, een vooraanstaand Amerikaans muziekwebzine, riep de eerste twee singles uit tot Best New Track. De dag waarop het album verscheen waren de singles op Spotify respectievelijk 38 miljoen, 34,8 miljoen en 4,7 miljoen keer gestreamd.

## Recensies
Het album werd over het algemeen zeer goed ontvangen. Pitchfork gaf een 8,3 en noemde het "een overweldigend, onvervalst, vaak verwarrend werk". "Het is haar stilste, meest opzettelijk ondoorgrondelijke plaat in lange tijd (...) Het voelt alsof je door iemands dagboeken bladert, waarbij sommige teksten een bijna ongemakkelijke openheid bezitten", stelde het Britse dagblad The Guardian, dat 4 sterren gaf. The Independent noemde het album "meeslepend, gelaagd", "een prachtig gezongen verslag van haar diepste gedachten" en "een 77 minuten durend avontuur". Het Britse dagblad gaf eveneens 4 sterren. De Vlaamse muzieksite Dansende Beren gaf 4,5 sterren en zei daarbij dat Did You Know That There's a Tunnel Under Ocean Blvd "zomaar eens het beste album" van Del Rey zou kunnen zijn. Het Britse tijdschrift Attitude, dat 4 sterren gaf, sprak van een "filmische, spirituele, door piano aangedreven gelukzaligheid" en stelde dat Del Rey op het album "zelfbewuster dan ooit" klinkt. Geconcludeerd werd dat Del Rey "net als Madonna een icoon is geworden voor generaties queer kids".
Op 1 april 2023 kwam het goed ontvangen album in zowel de Nederlandse Album Top 100 als de Vlaamse Ultratop 200 binnen op nummer 1.

## Tracklist
1. The Grants
2. Did You Know That There's a Tunnel Under Ocean Blvd
3. Sweet
4. A&W
5. Judah Smith Interlude
6. Candy Necklace (met Jon Batiste)
7. Jon Batiste Interlude
8. Kintsugi
9. Fingertips
10. Paris, Texas (met SYML)
11. Grandfather Please Stand on the Shoulders of My Father While He's Deep-Sea Fishing (met Riopy)
12. Let the Light In (met Father John Misty)
13. Margaret (met Bleachers)
14. Fishtail
15. Peppers (met Tommy Genesis)
16. Taco Truck x VB